# Rödingsmarkt (metropolitana di Amburgo)
Rödingsmarkt è una fermata della metropolitana di Amburgo, sulla linea U3.